# 満州国演義
『満州国演義』（まんしゅうこくえんぎ）は、船戸与一による歴史小説。新潮社から2007年に刊行開始、2015年に9巻を発刊して完結した。当初は『週刊新潮』に連載されていたが、第4巻以降書き下ろしへ移行した。2015年から2016年にかけて新潮文庫版も全9巻が刊行された。
森井陸の脚本、演出により舞台化され、2017年から2019年にかけて上演された。

## 概要
舞台は満州事変から第二次世界大戦終結までで、架空の人物、敷島四兄弟がそれぞれの視点から満州国の興亡を描いていき、最後は通化事件で悲劇的なクライマックスを迎える。
刊行開始時には全10巻の予定となっていたが、結果的に9巻で完結した。それでも船戸の作品としては例外的な長さである。船戸の他の作品は、文庫本換算で1冊もしくは2冊から3冊程度のものがほとんどを占めている。
執筆途中の2012年頃には船戸が肺がんを患っていることが公表されており、一時は完結も危ぶまれた。最終巻の9巻の刊行から2か月後の2015年4月22日、船戸は肺がんによりに死去した。
架空と事実を織り交ぜて描写していることについて、船戸は2巻の後書きで「小説は歴史の奴隷ではないが、歴史もまた小説の玩具ではない」と述べている。最終巻である9巻の巻末に掲載された参考文献は300冊を超えており、創作と考証のバランスについて、本作の執筆に当たって自身が持つスタンスを明らかにしている。

## 登場人物
- 敷島太郎 - 敷島四兄弟の長男。東京帝国大学卒業後に外交官となり、奉天総領事館の参事官として満州事変の勃発を目にする。満州国建国後は国務院外交部に勤務し、そのため金銭的には裕福で社会的地位もあり、四兄弟の中では最も安定した生活を送っていた。政務処長として終戦を迎えてシベリアへ抑留され、自分が仲間を密告する役回りを与えられることになり追い込まれる格好で自殺。
- 敷島次郎 - 次男。既存の権力に頼らず自分の力で生きていこうと大陸浪人として渡満、馬賊の頭領として満州で名を馳せた後にインパール作戦に関わりミャンマーで死亡。
- 敷島三郎 - 三男。陸軍士官学校卒業後、関東軍の憲兵隊の花形将校として各地で名声を上げる。終戦直後に満州各地を避難の後、通化事件の蜂起に加わり死亡。
- 敷島四郎 - 四男。早稲田大学文学部在学中に無政府主義に傾倒するが続かず、上海にわたる。後に満洲映画協会勤務を経て関東軍特殊情報課の嘱託となる。上の3人と違って一貫した立ち位置が無いものの三郎から子どもを託されて一緒に引き揚げ復員を経て、四兄弟の中で唯一戦後を生き抜き物語全編の語り部役となっている。
- 間垣徳蔵 - 全編の各所に出てくる関東軍特務。実は敷島四兄弟とは（腹違いの）従兄弟の関係で、太郎と一緒にシベリアへ抑留。彼の密告した"罪状"を自らが被る役を買って、「人間としての最低の誇りを失うな」との言葉を遺しソ連兵に銃殺される。
- 香月信彦 - 太郎の大学時代の友人で同盟通信社の記者、物語の結末辺りで吉田松陰『幽囚録』を引いて欧米のアジア進出を防ぐための日本によるアジアの植民地化から敗戦に至る一連の事象を、"結局は民族主義の問題だった"・"日本の民族主義の興隆と破摧" と回顧した。

## 書籍情報
1. 風の払暁
  - 単行本、2007年4月、ISBN 4104623024
  - 文庫本、2015年7月、解説/馳星周 ISBN 4101343209
2. 事変の夜
  - 単行本、2007年4月、ISBN 4104623032
  - 文庫本、2015年8月、解説/志水辰夫 ISBN 4101343217
3. 群狼の舞
  - 単行本、2007年12月、ISBN 4104623040
  - 文庫本、2015年9月、解説/北方謙三 ISBN 4101343225
4. 炎の回廊
  - 単行本、2008年6月、ISBN 4104623059
  - 文庫本、2015年12月、解説/髙山文彦 ISBN 4101343233
5. 灰燼の暦
  - 単行本、2009年1月、ISBN 4104623067
  - 文庫本、2016年1月、解説/西木正明 ISBN 4101343241
6. 大地の牙
  - 単行本、2011年4月、ISBN 4104623075
  - 文庫本、2016年2月、解説/北上次郎 ISBN 410134325X
7. 雷の波濤
  - 単行本、2012年6月、ISBN 4104623083
  - 文庫本、2016年5月、解説/高野秀行 ISBN 4101343268
8. 南冥の雫
  - 単行本、2013年12月、ISBN 4104623091
  - 文庫本、2016年6月、解説/佐々木譲 ISBN 4101343276
9. 残夢の骸
  - 単行本、2015年2月、ISBN 4104623105
  - 文庫本、2016年7月、解説/井家上隆幸 ISBN 4101343284

## 舞台劇
3部作として舞台化され、2017年から2019年にかけて東京両国シアターχにて上演された。
- 原作『満州国演義』
- 脚本・演出・美術：森井陸
- 企画・制作：ピープルシアター

1. 燃えあがる荒野（2017年10月、全10公演）
2. 燃えひろがる荒野（2018年10月、全9公演）
3. 燃えつきる荒野（2019年10月、全9公演）